# Wirkung (Informatik)
In der theoretischen Informatik bezeichnet eine (spezifizierte) Wirkung die Veränderung des Zustands, in dem sich eine abstrakte Maschine befindet. Manchmal wird auch von Seiteneffekt gesprochen, eine Bezeichnung, die auf eine Rückübersetzung des englischen side effect (deutsch: Nebenwirkung) zurückgeht.
Ausdrücke und Funktionen können sein:
- wirkungsbehaftet
  - mit spezifizierten Wirkungen (s. u.): in den meisten Programmiersprachen kann die Auswertung eines Ausdrucks eine spezifizierte Wirkung haben.
  - mit unspezifizierten Wirkungen (s. u.): dazu gehören z. B. in der Regel alle Funktionen, die mit der Ein- oder Ausgabe von Daten zu tun haben.
- wirkungsfrei: dazu gehören in Hochsprachen etwa mathematische Funktionen wie Sinus, Kosinus oder Quadratwurzel.

## Spezifizierte Wirkungen
Eine Variable repräsentiert zu jedem Zeitpunkt des Programmablaufes einen ganz bestimmten Wert. Die Gesamtheit aller Variablen und ihrer Werte definiert den Programmzustand einer abstrakten Maschine (siehe operationale Semantik). Dieser Zustand kann nur durch Operationen mit spezifizierten Wirkungen verändert werden.

## Unspezifizierte Wirkungen
Von diesen spezifizierten Wirkungen zu unterscheiden sind die unspezifizierten Wirkungen, die außerhalb der Betrachtung des Systems liegen. Dazu kann beispielsweise, je nach Definition, die Bildschirmausgabe gehören. Unspezifizierte Effekte werden für die abstrakte Maschine ggf. nicht berücksichtigt.

## Wirkungsfreiheit der rein funktionalen Programmierung
In rein funktionalen Programmiersprachen hat die Auswertung eines Ausdrucks im Unterschied zu anderen Programmiersprachen niemals eine spezifizierte Wirkung (eine Wirkung in Form der Ausgabe eines Ergebnisses ist in diesem Fall keine spezifizierte Wirkung). Es gibt in solchen Sprachen keine Anweisungen, daher auch keine Variablen oder Wertezuweisungen, sondern nur Ausdrücke. In der rein funktionalen Programmierung treten deshalb keine Zustandsänderungen im Sinne der obigen Definition und somit auch keine Wirkungen auf; die Programmiersprache ist zustandslos und wirkungsfrei.
Diese Eigenschaft einer Programmiersprache wird als referenzielle Transparenz bezeichnet. Sie besagt, dass der Wert eines Ausdrucks nur von seiner Umgebung abhängt und nicht vom Zeitpunkt oder einer bestimmten Reihenfolge der Auswertung. Beispiele für gänzlich wirkungsfreie Sprachen sind die rein funktionalen Programmiersprachen Haskell, Elm oder reines Lisp (pure Lisp).

### Beispiel
Das folgende, mit seinen Klammern und der Präfixnotation für eine Sprache wie Lisp oder Scheme typische Beispielprogramm liefert abhängig von einer Bedingung eines von zwei möglichen Berechnungsergebnissen zurück:
```
(
if
 
(
=
 
a
 
0
)

  
(
+
 
a
 
1
)

  
(
*
 
a
 
2
))

```

Es findet keine Zuweisung des Ergebnisses zu einer Variable statt. Insbesondere hat die Reihenfolge der Auswertung der einzelnen Funktionen (if, =, + und *) keinen Einfluss auf das Ergebnis: jeder Ausdruck kann an jeder Stelle durch seinen Wert ersetzt werden; das ist die referenzielle Transparenz.

### Funktionale, aber nicht rein funktionale Programmierung
In anderen funktionalen Programmiersprachen wie etwa Scheme können Prozeduraufrufe die Werte von Variablen verändern (spezifizierte Wirkung) oder Bildschirmausgaben auslösen (unspezifizierte Wirkung). Dadurch geht die referenzielle Transparenz verloren, und Scheme ist damit keine rein funktionale, sondern „nur“ eine funktionale Sprache. Um diese Eigenschaft in der für Lehrzwecke eingesetzten Sprache Scheme hervorzuheben, werden wirkungsbehaftete Prozeduren mit einem Ausrufezeichen gekennzeichnet, z. B. in der Variablenzuweisung (set! a 2).